# أسماك الشلباية
الشيلبيات أو أسماك الشلباية (الاسم العلمي: Schilbeidae) (بالإنجليزية: schilbid catfishes)‏ هي فصيلة من الأسماك تتبع رتبة سلوريات الشكل من طائفة شعاعيات الزعانف. تعيش هذه الأسماك في أفريقيا وجنوب آسيا.

## أجناس
- الشيلب